# Сарозеро (озеро, бассейн Водручья)
Сарозеро — пресноводное озеро на территории Винницкого сельского поселения Подпорожского района Ленинградской области.

## Общие сведения
Площадь озера — 0,8 км², площадь водосборного бассейна — 27,3 км². Располагается на высоте 134,9 метров над уровнем моря.
Озеро неправильной прямоугольной формы. Берега несильно изрезанные, каменисто-песчаные, преимущественно возвышенные.
Через Сарозеро течёт безымянный водоток, вытекающий из озера Печевского и впадающий в Яндозеро, из которого берёт начало Водручей, впадающий в реку Оять, левый приток Свири.
В озере расположено не менее трёх безымянных островов различной площади.
Населённые пункты вблизи водоёма отсутствуют.
Код объекта в государственном водном реестре — 01040100811102000015524.